# Krystyna Jakubowska
Krystyna Jakubowska (Tabaka), född 15 december 1942 i Warszawa, är en polsk före detta volleybollspelare.
Jakubowska blev olympisk bronsmedaljör i volleyboll vid sommarspelen 1964 i Tokyo.